# Rootes Australia
Rootes Australia war die australische Niederlassung der Rootes-Gruppe, eines britischen Automobilherstellers.
Die Firma wurde gleich nach dem Zweiten Weltkrieg gegründet und importierte und vertrieb anfangs Fahrzeuge aus dem Vereinigten Königreich. 1946 begann Rootes Australia mit der Montage des Hillman Minx in Port Melbourne (Victoria). Dies war die erste britische Fertigung von Automobilen in Australien. 1954 hatte die Firma einen Anteil von 5,4 % am australischen Automobilmarkt erreicht und kündigte den Aufbau weiterer Produktionslinien an. Man kaufte daher ein 35 ha großes Grundstück in Harrisfield bei Dandenong (Victoria), aber das geplante Werk wurde nie gebaut.
Hillman-, Humber- und Singer-Modelle wurden einige Jahre lang montiert und erfolgreich verkauft, wobei die Gesellschaft auch Autos baute, die aus Teilen aller drei Marken zusammengesetzt waren. Mitte der 1960er-Jahre jedoch kam die Rootes-Gruppe in Australien, wie auch im Vereinigten Königreich, durch fallende Verkaufszahlen und eine zunehmend unmoderne Modellpalette in Schwierigkeiten. Im Dezember 1965 fusionierte Rootes Australia mit der Chrysler Australia Ltd. und die Montageeinrichtungen wurden nach und nach von Port Melbourne an den Chrysler-Standort bei Adelaide transferiert. Chrysler ließ die Marke Humber schnell auslaufen, aber es wurden neue Hillman Hunter- und Arrow-Modelle eingeführt. 1973 gab Chrysler auch die Herstellung der Hillman-Modelle auf.

## Modellpalette
Wichtige Modelle von Rootes Australia waren:
- Hillman Minx – ab 1946.[2]
- Humber Super Snipe – ab 1953.[6]
- Humber Hawk – bis 1964[7]
- Singer Gazelle – von 1957 bis 1961[8]
- Humber Vogue – von 1962 bis 1965[6]